# 520 فرانشيسكا
فرانشيسكا هو الكويكب رقم 520 الذي تم اكتشافه من قبل عالم الفلك ماكس ولف من مرصد هايدلبرغ وكان ذلك في 27 أكتوبر من عام 1903 في ألمانيا.